# Közönséges repülőagáma
Közönséges repülőagáma (Draco volans) a hüllők (Reptilia) osztályának, a pikkelyes hüllők (Squamata) rendjébe tartozó agámafélék (Agamidae) családjának egyik különleges képviselője. Előfordulási területe főként Délkelet-Ázsiára, különösen az Indonéz szigetekre és a Fülöp-szigetekre korlátozódik, ahol trópusi erdők lombkoronájában él. E faj különlegessége a bőréből kiemelkedő, bordákkal alátámasztott "szárnyak", melyek segítségével rövid távolságokat képes vitorlázva megtenni, így hatékonyan kerüli el a ragadozókat vagy keresi fel táplálékforrásait. A repülőagáma elsősorban rovarevő, étrendje leginkább hangyákból és más apró ízeltlábúakból áll.

## Előfordulása
A közönséges repülőagáma (Draco volans) Délkelet-Ázsia trópusi esőerdeiben található meg. Elterjedési területe különösen Indonézia és a Fülöp-szigetek szigeteire korlátozódik. Az esőerdők sűrű lombkoronaszintjében él, ahol a fákról fára vitorlázva mozog, keresi táplálékát, és kerüli el a ragadozókat.

## Megjelenése
Van az állatnak egy bőrredője, amellyel képes a siklórepülésre. Ez a bőrredő a borda kifeszítésekor szétnyílik, és ezáltal gyorsan el tud menekülni a ragadozók elől. Testhossza 19–22 cm.

## Életmódja
A közönséges repülőagáma (Draco volans) elsősorban nappali életmódot folytat, és életének nagy részét a fákon tölti. Az erdők lombkoronaszintjében mozog, ahol kifejlesztett vitorlázóképességével könnyedén közlekedik a fák között. Vékony membránjai, melyeket megnyúlt bordák támasztanak alá, lehetővé teszik számára, hogy akár 10 méteres távolságokat is vitorlázva tegyen meg.
Tápláléka főként rovarokból, elsősorban hangyákból és termeszekből áll, melyeket a fák törzsein és ágain talál meg. Az állat territoriális, és a hímek agresszíven védelmezik területüket más hímekkel szemben. Szaporodásuk a talajhoz kötött: a nőstények a talajba ásott kis gödrökbe helyezik tojásaikat, melyeket ezt követően rövid ideig őriznek.